# 茄尼醇
茄尼醇是一种有机化合物，化学式为Me2C=CHCH2(CH2C(Me)=CHCH2)8OH。它是全反式的立体异构体，为一种四倍半类萜。它是非环状的萜醇，含有九个异戊二烯单元，可在茄科植物中蓄积，例如烟草、马铃薯和番茄。它可以从这类植物的茎、叶中提取。它是辅酶Q10的生物合成前体。